# Мясопустная суббота
Мясопу́стная  суббо́та — день поминовения усопших православных христиан и прежде всего своих почивших родителей (предков) перед «Неделей мясопустной» (мясопустным воскресеньем), первая родительская суббота в богослужебном уставе Православных церквей.
В народном календаре восточных славян — поминальный день приходящийся на субботу Пёстрой недели за два дня до Масленичной недели.

## История
Первое упоминание поминовения усопших накануне Великого поста содержится в грузинском переводе иерусалимского Лекционария VII века. По его свидетельству, поминовение усопших изначально осуществлялось на неделю позже — в субботу Сырной седмицы (Масленицы). Впоследствии оно было смещено на неделю, чтобы не отменять воспоминания преподобных постников в Субботу сырную, установленного Типиконом Великой церкви (IX век).
Поминовение усопших христиан установлено в эту субботу, так как она предшествует Неделе о Страшном Суде, также называемой Неделей мясопустной, чем обусловлено и название субботы. В богослужебном уставе именуется также Вселенской родительской субботой.

## Значение
По учению Церкви, торжественное поминовение усопших верных в эту субботу (а также в Троицкую субботу) всей Христианской церковью «приносит великую пользу и помощь умершим отцам и братиям нашим и вместе с тем служит выражением полноты церковной жизни, которой мы живём. Ибо спасение возможно только в Церкви — сообществе верующих, членами которого являются не только живущие, но и все умершие в вере. И общение с ними чрез молитву, молитвенное их поминовение и есть выражение нашего общего единства в Церкви Христовой».
Во время панихиды в этот день христиане просят Праведного Судью Иисуса Христа явить всем усопшим христианам Свою милость и оставление их грехов в «день нелицеприятного воздаяния». Посвящая воскресный день напоминанию о Страшном Суде, Церковь установила ходатайствовать не только за живых своих членов, но и «за всех, от века умерших, во благочестии поживших, всех родов, званий и состояний, особенно же за скончавшихся внезапной смертью, и молит Господа о помиловании их».

## Богослужебные особенности
В случае совпадения мясопустной субботы с днём памяти какого-нибудь святого, предпразднества или отдания праздника Сретения Господня, Типикон предписывает переносить последования этих празднований на другой день. В случае же совпадения мясопустной субботы со Сретением Господним или храмовым праздником, то есть с теми праздниками, которые не могут быть перенесены, заупокойная служба Триоди или совершается вне храма, например на кладбище, или поётся в другой день — в предыдущие субботу или четверг.

## В славянской традиции
В народной традиции суббота Пёстрой недели главный зимний поминальный день в Белоруссии и России.
Другие названия дня
рус. Большая родительская суббота, ю.-рус. Родители, Родичи, Мясоедные родители; укр. Діди; полес. Малая масленица, Маленькая Масленица, Масленичные деды, Масляные Деды, Зимние деды, Дедова суббота, Бабы, Першыя дзяды; бел. Дзяды, Масляныя Дзяды, Паставыя, Зімовыя, Стрэчаньскія.
Народные обряды
В Белоруссии и в некоторых местах России отмечали Родительский день, первый в этом году. В Заонежье Мясопустная суббота входила в состав главных поминальных дней, наряду с Троицкой и Дмитровской субботами. В этот день поминали умерших родителей. Для них специально пекли блины — и первый блин клали на божницу, слуховое окно или крышу, оставляли на могилах на кладбище, а также раздавали блины детворе, нищим и монашкам с просьбой помянуть такого-то.
Поминают всех умерших предков. Как и на другие Родительские дни (на Радуницу, перед Троицей, перед Дмитриевым днём), на Масленичные за поминальным ужином собирается вся семья. Дома и во дворе старательно прибираются, на столы подаётся большое (как правило, непарное) количество блюд. Хозяева стараются надлежащим образом встретить души предков, которые слетаются в дни всеобщего поминания. На стол в банку с зерном ставится зажжённая свеча, для душ откладывается понемногу от всех блюд, наливается в отдельный стакан кисель, пиво или водка. После молитвы начинается «дедовский вечер», на протяжении которого стараются вести размеренные разговоры, вспоминают близких и далёких родственников, которые покинули этот свет. После окончания вечера посуду со стола не убирают до утра.

И теперь крестьяне убеждены, что на заговенье, особенно же масленичное, пред Великим постом, необходимо оставить для предков-покойников кушанье. А потому на заговенье после ужина со стола ничего не убирают, чашек и ложек не моют, даже горшки с оставшейся пищей ставят на стол. Всё недоеденное оставляется «родителям», которые под покровом ночной темноты выходят из-за печки и едят.

У балканских славян в мясопустную субботу или накануне её устраивали задушницы. Это были общие поминки, когда во дворах и на кладбище жгли свечи по числу умерших родственников, готовили специальные хлебцы, кутью, белую халву и раздавали их на кладбище на помин души, носили на могилы первые весенние цветы и зелень, поливали могилы водой и вином на кладбище. У болгар и сербов мясопустные поминки зачастую считались главными. У сербов существовал запрёт мести в доме пол в Мясопустную субботу, «чтобы не засорить глаза умершим».
Поминальные мотивы характерны и для всей масленичной недели.
С этого дня готовились ко встрече Масленицы. В Калужской губернии, начиная печь заранее блины, хозяйка посылала ребятишек лет 8–10 «встречать Масленицу»: давала блин, с которым они скакали верхом на ухвате или кочерге по огороду и кричал: «Прощай, зима сопливая! Приходи, лето красное! Соху, борону — И пахать пойду!» С субботы начинали праздновать «малую Масленку» и кое-где во Владимирской губернии. Детвора бегала по деревне и собирала старые лапти, потом встречали возвращающихся с покупками из города или с базара и спрашивали: «Везёшь ли Масленицу?» Если отвечали: «Нет» — то били лаптями[страница не указана 3043 дня].
Поговорки и приметы
- Живым — забота, мёртвому — вечный покой[17].
- В колядный мясоед деды перед масляной неделей (полес. У колядный мясоед деды, пэрэд масленой)[18].
- Деды не знали беды, а наши внуки узнали муки (бел. Дзяды не зналі бяды, а нашы ўнукі зазналі мукі)[10].